# Zlogona Gora
Zlogona Gora – wieś w Słowenii, w gminie Oplotnica. W 2018 roku liczyła 89 mieszkańców.